# Cantonul Toulouse-9
Cantonul Toulouse-9 este un canton din arondismentul Toulouse, departamentul Haute-Garonne, regiunea Midi-Pyrénées, Franța.

## Comune
- Ramonville-Saint-Agne
- Toulouse (parțial, reședință)

Cantonul omvat de volgende delen van de stad Toulouse:
- La Terrasse
- Montaudran
- Pont des Demoiselles
- Route de Revel
- Sauzelong